# ディスカバー・ビートルズ
『ディスカバー・ビートルズ』はNHK-FM放送で2020年4月5日から2021年3月28日（シーズン1）、2023年4月9日から（シーズン2）生放送されているザ・ビートルズ専門の音楽番組である。

## 概要
2019年度放送の『ディスカバー・マイケル』（マイケル・ジャクソンの楽曲を専門に扱うシリーズ）に続く「ディスカバーシリーズ」の続編である。
イギリスのグループサウンズバンド・ザ・ビートルズは、「プリーズプリーズミー」をファーストアルバムとして発表してそれがイギリスのヒットチャートNO.1を獲得してから60年以上、グループの活動期間はわずか10年ほどであるものの、イギリスを代表する伝説のロックバンドとして知られている。解散後もメンバーそれぞれのソロ活動を展開してきたザ・ビートルズの魅力を、貴重な音源や、ビートルズファンのゲストの証言などを交え、毎月テーマを決め深く掘り下げていくというもの。基本的に同じマンスリーテーマについて杉と和田が各2回ずつ解説とトークを行い、第5週がある時は2人による鼎談（ていだん）を中心に構成する。
当初は2020年度の1年度限定の予定であったが、リスナーからの反響が大きかったため、2021年にNHK文化センター主催で2度にわたり、この番組の公開オンラインセミナーが盛大に行われたのちに、2年後の2023年4月よりシーズン2を放送している。

## DJ
- 杉真理
- 和田唱(TRICERATOPS)

基本的に特別回などを除き交代で担当（シーズン1は概ね月ごとに杉3回、和田1回、シーズン2は杉が上旬2回、和田が下旬2回）

## 放送日時
シーズン1
- 放送期間:2020年4月5日-2021年3月28日（全51回）[3]
- 生放送:毎週日曜21:00ｰ22:00（不定期で『今日は一日○○三昧』や大型休暇による特別編成などが放送される日は放送休止があったほか、長時間スペシャル時には祝日にアンコールを放送したこともあった）

シーズン2
- 放送期間:2023年4月9日-（全49回）
- 生放送:毎週日曜13:00-13:50（不定期で『今日は一日○○三昧』や大型休暇による特別編成などが放送される日は放送休止にすることもある）、再放送:翌週金曜10:00ｰ10:50

## 放送内容

### シーズン1
1. シングルヒットセレクション（前）
2. 同上（中） ゲスト：KEEPON
3. 同上（後） ゲスト：東儀秀樹
4. 和田唱のイギリスファーストプレスシングル盤集
5. アルバム・プリーズプリーズミー（前） ゲスト：竹内まりや
6. 同上（後）ゲスト：伊藤銀次
7. アルバム・ウィズ・ザ・ビートルズ（前）　ゲスト：タケカワユキヒデ
8. 初期はやっぱりジョン・レノン（前）
9. 同上（後）
10. アルバム・ウィズ・ザ・ビートルズ（後）　ゲスト：ダイアモンド☆ユカイ
11. アルバム・ハードデーズナイト（A面）　ゲスト：国府弘子
12. 同上（B面）　ゲスト：林哲司
13. Lennon-McCartney楽曲提供特集
14. ビートルズ・フォー・セール（A面）　ゲスト：鈴木慶一
15. 同上（B面）　ゲスト：鈴木茂
16. 僕たちのビートルズ（DJ2人による鼎談）
17. ビートルズが売れた理由
18. まるごとIF I FELL
19. サマースペシャル　ゲスト：中島卓偉、星加ルミ子（4時間SP）
20. アルバム・ヘルプ（A面）　ゲスト：赤坂泰彦
21. 同上（B面）　ゲスト：つのだ☆ひろ
22. ラバーソウルvsリボルバー
23. アルバム・ラバーソウル（A面）　ゲスト：根本要
24. 同上（B面）　ゲスト：佐野元春
25. アルバム・リボルバー（A面）　ゲスト：坂崎幸之助
26. SGT.PEPPER’S〜UK盤買い直したから聴いて!
27. アルバム・リボルバー（B面）　ゲスト：松尾清憲
28. アルバム・サージェント・ペッパーズ・ロンリーハーツ・クラブバンド（A面）　ゲスト：伊豆田洋之
29. 同上（B面）　ゲスト：サエキけんぞう
30. ゾーンに入ったポール・マッカートニー（1）
31. アルバム・マジカルミステリー（A面）　ゲスト：本秀康
32. 同上（B面）　ゲスト：姫野達也
33. アルバム・ザ・ビートルズ（ホワイトアルバム）（A面）　ゲスト：安部恭弘
34. 同上（B面）　ゲスト：告井延博
35. ゾーンに入ったポール・マッカートニー（2）
36. アルバム・ザ・ビートルズ（ホワイトアルバム）（C面）　ゲスト：上田雅俊
37. 同上（D面）　ゲスト：藤田朋子
38. ぶっ飛んだ曲特集
39. ウィンタースペシャル　ゲスト：藤本国彦（4時間SP）
40. まるごとビートルズカバー曲集
41. アルバム・レットイットビー（A面）　ゲスト：遊佐未森
42. 同上（B面）　ゲスト：茂木欣一
43. ビートルズにはジョージ・ハリスンがいた!!
44. アルバム・アビーロード（A面）　ゲスト：KAN
45. 同上（B面）　ゲスト：カンケ
46. ビートルズ・レコーディングカレンダー（前）　ゲスト：久保田利伸
47. 後期もやっぱりジョン・レノン
48. ビートルズ・レコーディングカレンダー（中）　ゲスト：亀渕昭信
49. 同上（後）　ゲスト：財津和夫
50. 最後だから好きな曲かけさせて
51. 最終回・フェアーウェルスペシャル（4時間SP）

### シーズン2
1. 帰ってきたディスカバー・ビートルズ（前）　DJ2人による鼎談
2. 同上（後）
3. まだまだ話したいリボルバー
4. ワタクシ、1STアルバムを手に入れました!!
5. ビートルズと楽器（1）　ストリングス編（1）　ゲスト：大野真澄
6. 同上（2）　ストリングス編（2）　ゲスト：南佳孝
7. 同上（3）　えっ?エレキギターはいってないじゃん!!
8. 同上（4）　ビートルズ、このエレキギターを聴け!　ゲスト：aiko
9. ポール・マッカートニー月間（1）　ポールとノスタルジック・ミュージック　ゲスト：稲垣潤一
10. 同上（2）　ポールのアコギ　ゲスト:Chage
11. 同上（3）　ポールの名曲、実は小節数が変（…変変変DELEY）
12. 同上（4）　ポールのベースって何なん!?　ゲスト：大橋卓弥（スキマスイッチ）
13. リンゴ・スター月間（1）　リンゴのドラムで始まる曲たち　ゲスト：菅原進（ビリー・バンバン）
14. 同上（2）　リンゴはサンタクロース　ゲスト：岩沢幸矢（ブレッド&バター）
15. 同上（3）　リンゴのドラムってうまいの?下手なの!?
16. 同上（4）　ドラムはリンゴに頼もうぜ!　ゲスト：江口洋介
17. 暑い夏をぶっ飛ばせ!!ビートルズのライブ音源集　DJ2人による鼎談
18. 夏休み自由研究（前）　いきなり歌から始まる曲集　ゲスト：いまみちともたか（12/3の本枠にてアンコール放送）
19. 夏休みゲストスペシャル（前）　ゲスト：安田顕（ラジオ第1で9/24アンコール放送）
20. 同上（後）　ゲスト：小田和正（ラジオ第1で9/18アンコール放送）
21. 夏休み自由研究（後）　マトリックスが違うと本当に音って違うの!?　ゲスト：田中和将（GRAPEVINE）(12/10の本枠にてアンコール放送）
22. ビートルズシングルセレクション B面まつり（1） 日本盤シングル（前）　ゲスト：川原伸司
23. 同上（2）　日本盤シングル（後）　ゲスト：横山剣（クレイジーケンバンド）
24. 同上（3）　B面はUK盤でかけさせて（前）
25. 同上（4）　B面はUK盤でかけさせて（後）　ゲスト：ハマ・オカモト（オカモトズ）
26. ジョン・レノン月間（1）　～Walls　and　Bridges～　ゲスト：宮川彬良
27. 同上（2）　～アコースティック編～　ゲスト：曾我泰久
28. 同上（3）　強烈!!ジョンのギター・ソロ
29. 同上（4）　感動!!ダブル・ファンタジー　ゲスト：松たか子
30. 同上（5）　ジョンの歌詞　DJ2人による鼎談
31. アルバム研究月間（1）　Live at the BBC　ゲスト:鈴木康博
32. 同上（2）　Live at the BBC Vol.2　ゲスト:NAOKI（LOVE PSYCHEDELICO）
33. 同上（3）　Now and Then 徹底解剖!
34. 同上（4）　2023new mix 対 UKオリジナル版　ゲスト:桜井和寿（Mr.Children）
35. 今年（2023年）のビートルズ　DJ2人による鼎談
36. クリスマスとビートルズ（13:05開始）　同上
37. ビートルズの映画月間（1）　ハード・デイズ・ナイト ゲスト:岡田恵和（脚本家[5]）
38. 同上（2）　HELP!（ヘルプ! 4人はアイドル） ゲスト:松尾レミ（GLIM SPANKY）
39. 同上（3）　Magical Mystery Tour（マジカル・ミステリー・ツアー　（テレビ映画））
40. 同上（4）　イエロー・サブマリン（アニメ映画） ゲスト:北川悠仁（ゆず）
41. ジョージ・ハリスン月間（1）　ジョージの1991年ジャパン・ツアーのセトリがすごすぎる!（前） ゲスト:レキシ（池田貴史）
42. 同上（2）　ジョージの1991年ジャパン・ツアーのセトリがすごすぎる!（後）　ゲスト:リッキー（廣田龍人）
43. 同上（3）　ジョージのソロ作品はいかが?
44. 同上（4）　ビートルズにはジョージのハーモニーがあった!　ゲスト：矢井田瞳
45. 年度末自由研究（1）　解散後の4人の作品で妄想アルバムを作ったら・ベタ編　ゲスト：上野樹里
46. 同上（2）　ジョンとポールの絆　ゲスト：中村雅俊
47. 同上（3）　ねぇビートルズ、 曲をカバーされまくるってどんな気持ち?（前）
48. 同上（4）　ねぇビートルズ、 曲をカバーされまくるってどんな気持ち?（後）　ゲスト：藤井フミヤ
49. 最終回　フェアーウェルスペシャル・ビートルズベスト10（13:00-16:00と17:00-18:50の2部構成・5時間スペシャル）　ゲスト：野村正育（NHKアナウンサー）、仲井戸CHABO麗市（第1部）、藤本国彦（第2部）

（番外）リターンズスペシャル（2024年9月23日（秋分の日の振替休日）14:00-18:00　ゲスト：竹内まりや

## 書籍
- ディスカバー・ビートルズ THE BOOK　シンコー・ミュージック（2023年6月29日刊 ISBN 	978-4-401-65358-4 ）番組制作班編著・藤本国彦監修
  - 2020年度の第1シーズンを書籍化

## 関連番組
一連の「ディスカバー」シリーズ
- ディスカバー・マイケル（2019年度）
- ディスカバー・クィーン（2021年度）
- ディスカバー・カーペンターズ（2022年度）